# レヴォン・アロニアン
レヴォン・グリゴリ・アロニアン （ アルメニア語: Լևոն Գրիգորի Արոնյան;アルファベット表記: Levon Grigori Aronyan; 1982年10月6日-）は、 アルメニアのチェスプレーヤーである。 アロニアンは2000年にFIDEからグランドマスターの称号を授与された。 2014年3月のFIDEレーティングリストでは世界2位となるEloレーティング2830を達成し 、歴史上で4番目に高いEloレーティングを獲得したプレーヤーとなった。
アロニアンは2005年および2017年のFIDEワールドカップに優勝した。また、彼は2006年(トリノ)、2008年(ドレスデン)および2012年(イスタンブール)でのチェスオリンピアードで、また2011年の世界団体選手権で、アルメニア代表チームを優勝に導いた。また、アロニアンは2008年-2010年のFIDEグランプリで優勝し、2012年の世界チェス選手権への挑戦者決定戦に出場する資格を得た。(しかし、アロニアンは第1ラウンドで敗退した) 
アロニアンは、2006年・2007年のチェス960の世界チャンピオン、ラピッドチェスの2009年の世界チャンピオン、ブリッツの2010年の世界チャンピオンである。
アロニアンは、2000年代初頭からずっとチェスにおいてアルメニアの第一人者である。アルメニアでの彼の人気は高く、彼はアルメニアでセレブリティ、あるいは英雄とも呼ばれている。彼は2005年にアルメニア最優秀スポーツマンに選ばれ、2009年にアルメニア共和国名誉スポーツマスターの称号を授与された。 また、2012年に聖メスロプ・マシュトツ勲章を授与された。2016年、 CNNはアロニアンを「チェスのデイヴィッド・ベッカム」と呼んだ。
2019年11月の時点で、アロニアンはアルメニアで1位のプレーヤー、世界で7位のプレーヤーで、FIDEレーティングは2772である。

## 若年時代と教育
アロニアンは1982年10月6日にアルメニアのエレバン （当時はソビエト連邦の一部）でアルメニアの鉱山技師であるセダ・アバガンとロシア系ユダヤ人物理学者であるグリゴリー・レオンティエビッチ・アロノフの間に生まれた。アロニアンは彼の経歴について、インタビューで「芸術や音楽など、文化的にはよりユダヤ系に寄っているところもあるが、自分自身のことをユダヤ人であるよりもずっとアルメニア人であると思っている」と答えたことがある。彼は9歳のときに姉であるリリトからチェスを教わった。 彼の最初のコーチはグランドマスターのメリクセト・ハチヤンであった。 彼の才能は、早くもセゲドで1994年の世界青年チェス選手権 （-12歳未満）で優勝したとき(9ポイント中8ポイント)に現れた。この大会でアロニアンは、その後チェス界のスター選手となるエティエンヌ・バクロー、ルスラン・ポノマリョフ、フランシスコ・バリェホ・ポンス、アレクサンドル・グリシュクよりも高いポイントを取った。
2011年以来、アロニアンのトレーナーはアショット・ナダニアンであり 、アロニアンは「絶対に他の人では務まらない」と呼んでいる。
アロニアンは、 アルメニア国立物理文化研究所の学位を持っている。

## 経歴

### 初期：2001–2004
2001年、アロニアンはカペル・ラ・グランドのオープン大会で9点中7点を獲得した。これは同率優勝したEinar GauselとVladimir Chuchelovよりも0.5ポイント低いポイントであった。数か月後、彼はローザンヌでのヤングマスターズトーナメントで優勝した。
2002年には、 アルメニアのチェス選手権で優勝した。同じ年にアロニアンは13ポイント中10ポイントを獲得し、スーリヤ・ガングリー、アルチョム・ティモフェーエフ 、ルーク・マクシェーン、卜祥志 、ペンディアーラ・ハリクリシュナらを抑えて 世界ジュニアチャンピオンとなった。
アロニアンは、 2004年にFIDE世界チェス選手権に初参加した。 第1ラウンドでは、同じく選手権デビューを果たした13歳のマグヌス・カールセンと対戦して勝利した。彼は第3ラウンドまで進み、そこでパーヴェル・スミルノフに敗れた。

### 2005–2006
アロニアンは、2005年に国際的なトッププレーヤーの一員となり、Eloレーティングで世界第10位に順位づけられた。2005年には、 ジブラルタルのGibtelecom Mastersでザハール・エフィメンコ、 キリル・ゲオルギエフ 、 アレクセイ・シロフ 、 エミール・ストフスキーとの5人で1位を分け合った。彼はまた、 カラバフの2005年のインターナショナル "A"トーナメントにも優勝した。ロシアチーム選手権では、彼は5勝3ドロー、負けなしの成績を修め、パフォーマンスレーティングは2850となった。   12月には、ウクライナのルスラン・ポノマリョフに決勝戦で勝利し、ハンティ・マンシースクでのワールドカップで優勝した。
2006年3月には、リナレスのチェスのトーナメントを 、テイマー・ラジャボフと当時の世界チェスチャンピオンベセリン・トパロフ を0.5ポイント上回り、優勝した。2006年11月、彼はタリ記念チェス大会で1位タイの成績を修めた。 2006年4〜7月のFIDEレーティングリストでは、世界で3番目に高いレーティングのプレイヤーに順位付けられた。アルメニアは、第37回チェスオリンピ アードで初のチェスオリンピアードを獲得しました。

### 2007–2008

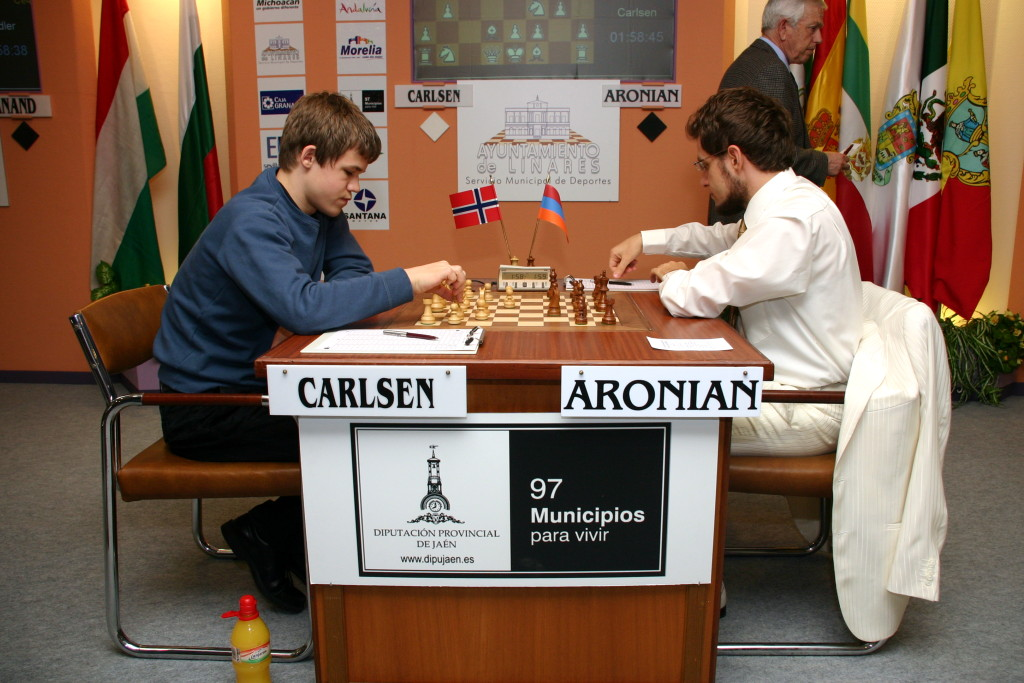
2007年のリナレスでマグナスカールセンと闘うアロニアン

2007年1月、アロニアンは、ヴェイク・アーン・ゼーのカテゴリ19の コーラスチェストーナメントで、 ベセリン・トパロフとラジャボフとともに1位となった 。3人全員が13ポイント中8.5ポイントを獲得した。2007年5月、彼はラピッドチェスマッチで、 世界チャンピオンの ウラジミール・クラムニクを4–2で破った。
2005年にワールドカップに優勝したことで、 2007年5月から6月に予定されている世界チェス選手権挑戦者決定戦に参加する資格を得た。 このトーナメントでは、彼はGM マグヌス・カールセンと闘い、最初の6試合で3–3、次にラピッドチェスで2–2、最後にアロニアンがブリッツチェスで 2–0で勝利した。 決勝では、シロフを3½–2½で下しました。 これにより、メキシコで行われたチャンピオンシップの最終ステージに参加することができた。 そこで、14ポイント中6ポイントを獲得し、8プレイヤー中7番目で大会を終えた。
2008年1月には、マグヌス・カールセンとともに13ポイント中8ポイントを獲得し、コーラスチェストーナメントで優勝した。2008年3月、フランスのニースで開催されたメロディ・アンバー目隠し/快速トーナメントで優勝した。トーナメント全体での彼の優勝とは別に、彼はトーナメントのラピッドセクションでも1位となり、グランドマスターであるクラムニク 、 モロゼビッチ 、およびトパロフと目隠しセクションでともに1位となった。
2008年6月、アロニアンはエレバンでのカレン・アスリアン記念ラピッドチェストーナメントで優勝した。ソチでの第2回FIDEグランプリでは、決勝でアレクサンドル・グリシュクを破り、8½/ 13ポイント、パフォーマンスレーティング2816で終えた。アロニアンはドレスデンで行われた第38回チェスオリンピアードでアルメニアチームで優勝し、2回連続で金メダルを獲得した。

### 2009–2010
2009年4月には、ペーテル・レコと同じアルメニア人であるウラディーミル・アコピアンを1ポイント上回り、13ポイント中8.5ポイントで第4回FIDEグランプリに優勝した。2009年8月2日、アロニアンは世界ラピッドチェス選手権で優勝した。2009年9月のビルバオチェスマスターズファイナル に優勝した後、彼のFIDEレーティングは、世界チャンピオンのヴィスワナサン・アナンドにわずか4ポイント差に迫った。2009年11月、 タリ記念大会に出場し、4位で終えた。 2009年12月、アロニアンは「アルメニア共和国のスポーツ名誉マスター」の称号を授与された。
アロニアンは、 2008〜2010年のFIDEグランプリで優勝し、 2012年世界チェス選手権挑戦者決定戦に出場した。
2010年8月、最終的に優勝することになるガタ・カムスキーに敗れ、彼は快速チェスのチャンピオンのタイトルを失った。2010年9月、上海でビルバオのグランドスラムの予選でウラジーミル・クラムニク、アレクセイ・シロフ 、王皓、と戦った。しかし、Kramnikに敗れた後、決勝トーナメントのへの参加資格は得られなかった。 

2010年11月には、カテゴリー21の タリ記念大会で1位タイとなった。また、モスクワでの2010年世界ブリッツ選手権で優勝した。

### 2011〜2012
2011年1月、彼はヴェイク・アーン・ゼーで開催された第73回Tata Steel Chessトーナメントでマグヌス・カールセンともに3位タイとなった。2011年3月、彼は最終回のメロディーアンバー目隠し・快速トーナメントで3度目の優勝を果たした。2011年11月、モスクワのタリ記念大会で10人のプレーヤーと総当たりでプレーし、5½/ 9ポイントを得てカールセンと1位を分け合った。
2012年1月、ヴェイク・アーン・ゼーでTata Steel Chessトーナメントに参加した。この大会には、とりわけ世界第1位のマグナス・カールセン 、ディフェンディングチャンピオンのヒカル・ナカムラ 、元世界チャンピオンのベセリン・トパロフなども参加した。アロニアンはパフォーマンスレーティング2891を獲得し、カールセン、ラジャボフ、 ファビアーノ・カルアナを押さえて優勝した。
ビルバオチェスマスターズファイナルが2012年10月に開催され、アロニアンは3位になった。2012年12月、アロニアンはロンドンチェスクラシックに出場し、1勝、5ドロー、2敗の成績で6位となった。その月の後半、彼は北京で目隠し大会であるSportAccord World Mind Gamesに参加し、優勝した。

### 2013〜2014
1月のTata Steel Chessトーナメントでは、アロニアンは5勝1敗7引きでカールセンに次いで2位となり、2位で大会を終えた。アロニアンは2013年世界チャンピオン挑戦者決定戦で4位になった。2013年のアレヒン記念トーナメントでは、アロニアンが3勝、1敗、5ドローで優勝した。
アロニアンは、2014年のチューリッヒチェスチャレンジに参加し、 ファビアーノ・カルアナと並んで2位となった。彼は2014年の挑戦者決定戦でプレーし、最下位から2番目の成績であった。

### 2015〜2016
Aronianは、オランダのヴェイク・アーン・ゼーのTata Steel Chessトーナメントに参加し、1勝3敗9ドローで5½/ 13ポイントを獲得した。2015年2月、彼はドイツのバーデンバーデンで行われたグレンケ・チェスクラシックでプレーし、3/7ポイントを獲得した。その月の後半、チューリッヒ・チェスチャレンジ2015でプレーし、4/5ポイントでブリッツトーナメントに優勝した。 彼はクラシックトーナメントで4/10ポイントを獲得し、ラピッドトーナメントで3/5ポイントを獲得した。 彼はトーナメントで総合4位を獲得した。
アロニアンは、3つのスーパートーナメント（Norway Chess、Sinquefield Cup、London Chess Classic）のシリーズであるGrand Chess Tourに参加した。この大会では、3つのトーナメントを通して通算ポイントを稼ぐことがプレーヤーに求められる。Norway Chessでは、9点中3点を獲得した（トーナメントでは9位）。2015年9月1日、米国ミズーリ州セントルイスで開催された第3回シンクフィールドカップに参加し、ファビアーノ・カルアナ、ヒカル・ナカムラ、ウェスリー・ソーに勝ち、+3のスコアで優勝した。この結果、彼は世界のトップ10に再び加わることとなった。
彼はアゼルバイジャンのバクーで行われたノックアウト式のチェストーナメント、 チェスワールドカップ2015に参加しました。 このトーナメントは、マグヌス・カールセンへの挑戦者を決める2016年の世界チャンピオン挑戦者決定戦（勝者と次点者に参加資格がある）の最後の残りの予選の1つであり、。 彼は第2ラウンドでグランドマスターのアレクサンドル・アレシェンコに敗北した。しかし、アルメニアの億万長者であるサンベル・カラペティアンによって選ばれた後、彼は挑戦者決定戦でプレーする資格を得ました。
2015年10月、彼はドイツのベルリンで開催された世界ラピッド・ブリッツ選手権に参加した。 ラピッド選手権では、全体で43位になり、815/15ポイントを獲得した。 ブリッツでは、全体で11位になり、13½/ 21ポイントを獲得した。アロニアンはヨーロッパ・チェスクラブ選手権で、チームシベリアノボシビルスクとして参加した。 ウラディーミル・クラムニク 、 アレクサンドル・グリシュク 、 李超 、 王玥 、 アントン・コロボフ 、 ドミートリー・コカレフ 、 ドミートリー・ボチャロフを含むチームシベリアが優勝した。 アロニアンは、イベントでプレイした5ゲームすべてで引き分けた。
2015年12月、アロニアンはグランドチェスツアーの最終パート、ロンドンチェスクラシックでプレーしました。 このトーナメントでは、彼は9ポイント中5ポイントを獲得し、 ベセリン・トパロフに対して1勝しました 。 全体として、最大39ポイントのうち22ポイントのグランドツアーポイントを獲得し、ツアーランキングの上位3位にランクインし、次のグランドチェスツアーへ招待されることとなった。

### 2017〜2018
2017年4月、アロニアンはドイツのバーデンバーデンで開催されたグレンケ・クラシックトーナメントに参加した。 この7ラウンドのトーナメントでは、マグヌス・カールセンとファビアーノ・カルアナよりも1½ポイント高い5½ポイントで優勝した。
2017年6月16日、アロニアンは、第5回ノルウェーチェストーナメントでマグヌス・カールセン、ウラジミール・クラムニク、セルゲイ・カリャーキンを破り（パフォーマンスレーティング2918、最も近い相手よりも1ポイント高い）、優勝した。2017年8月、アロニアンは5/9のスコアで、 第5回シンクフィールドカップに10人のプレーヤーのうち4位タイとなった。2017年8月18日、アロニアンはセントルイスラピッド＆ブリッツで24/36のスコアで優勝した。
2017年9月、アロニアンはワールドカップで優勝し、 2018年の世界チャンピオン挑戦者決定戦への出場資格を得た。2017年11月、アロニアンはヨーロッパ・チームチェス選手権での個人パフォーマンスで金メダルを獲得した。同じ月に、彼はパルマ・デ・マヨルカでのFIDEグランプリでドミトリー・ヤコヴェンコと1位タイとなった。2017年12月、アロニアンはサウジアラビアのリヤドで行われた世界ブリッツチェス選手権で5位になり、 マクシム・ヴァシェ・ラグラーブと、ディフェンディングチャンピオンのセルゲイ・カリャーキンに勝利し、14/21のポイントを獲得した 。

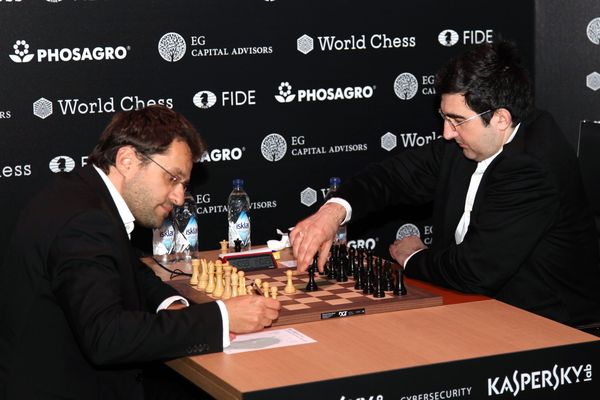
2018年挑戦者決定戦でのアロニアン対クラムニク

2018年1月、Aronianは第16回ジブラルタルチェスフェスティバルでタイブレークで2.5-1.5のスコアでヴァシェ・ラグラーブに勝利し、優勝した。全体のポイントは7½/ 10であった。2018年3月31日から4月9日まで、アロニアンは第5回グレンケ・チェスクラシックに参加し、5/9のスコアで5位になった。5月28日から6月7日まで、彼は第6回ノルウェーチェスに出場し、4/8ポイントで6位になった。
8月には、 第6回シンクフィールドカップに出場しました。 彼は5½/ 9で最初にカールセンとカルアナとタイイングし、3人がタイトルを共有することを決定した後、共同でトーナメントで優勝しました。

### 2019
2019年8月、アロニアンはセントルイスラピッド＆ブリッツトーナメントで2回目の優勝を飾った。 ラピッドセクションで13ポイント、ブリッツセクションで9ポイントを獲得し、全体では22/36となった。彼はハンティマンシースクで開催されたチェスワールドカップ2019の準々決勝まで到達した。11月10日、彼はブカレストで開催されたSuperbet Rapid＆Blitzトーナメントで優勝しました。

## チームとしての戦績

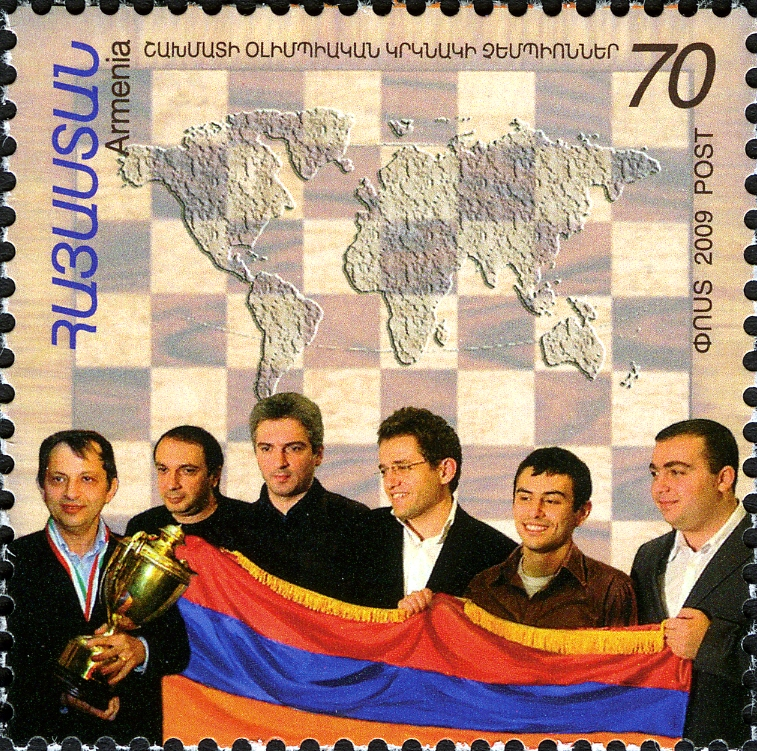
アロニアン（右から3人目）、2008年のオリンピアードチームメイトとともに。 2009年のアルメニアの切手

アロニアンは、1996年、2004年、2006年、2008年、2010年、および2012年のチェスオリンピックでアルメニア代表としてプレーした。2004年にはチームブロンズメダルを、2006年、2008年、2012年にはチームゴールドメダルを獲得した。 2010年のチェスオリンピアードでは、彼は1番ボードでの個人的なパフォーマンスで銀メダルを獲得した。2012年のチェスオリンピアードで、アロニアンは1番ボードで金メダルを獲得した。 また、彼は2011年の世界チームチェス選手権 で金メダルを獲得したアルメニアチームのメンバーであり、個人としては1番ボードで銀メダルを獲得した。 アロニアンは、2013年の世界チームチェス選手権で再びアルメニア代表となり、1番ボードで金メダルを獲得した。 
| 獲得メダル     | 獲得メダル     | 獲得メダル     |
| アルメニア     | アルメニア     | アルメニア     |
| Chess Olympiad | Chess Olympiad | Chess Olympiad |
| -------------- | -------------- | -------------- |
| 金             | Turin 2006     | Open           |
| 金             | Dresden 2008   | Open           |
| 金             | Istanbul 2012  | Open           |
| 銅             | Calvià 2004    | Open           |

## Eloレーティング
アロニアンは2010年11月のFIDE世界ランキングでレーティング2800の壁を越えた(2801)。彼は、 ガルリ・カスパロフ 、 ウラジミール・クラムニク 、 ヴィスワナサン・アナンド 、 ベセリン・トパロフ 、 マグヌス・カールセンに続き、レーティング2800を超えた史上6番目のプレーヤーである。

## チェス960

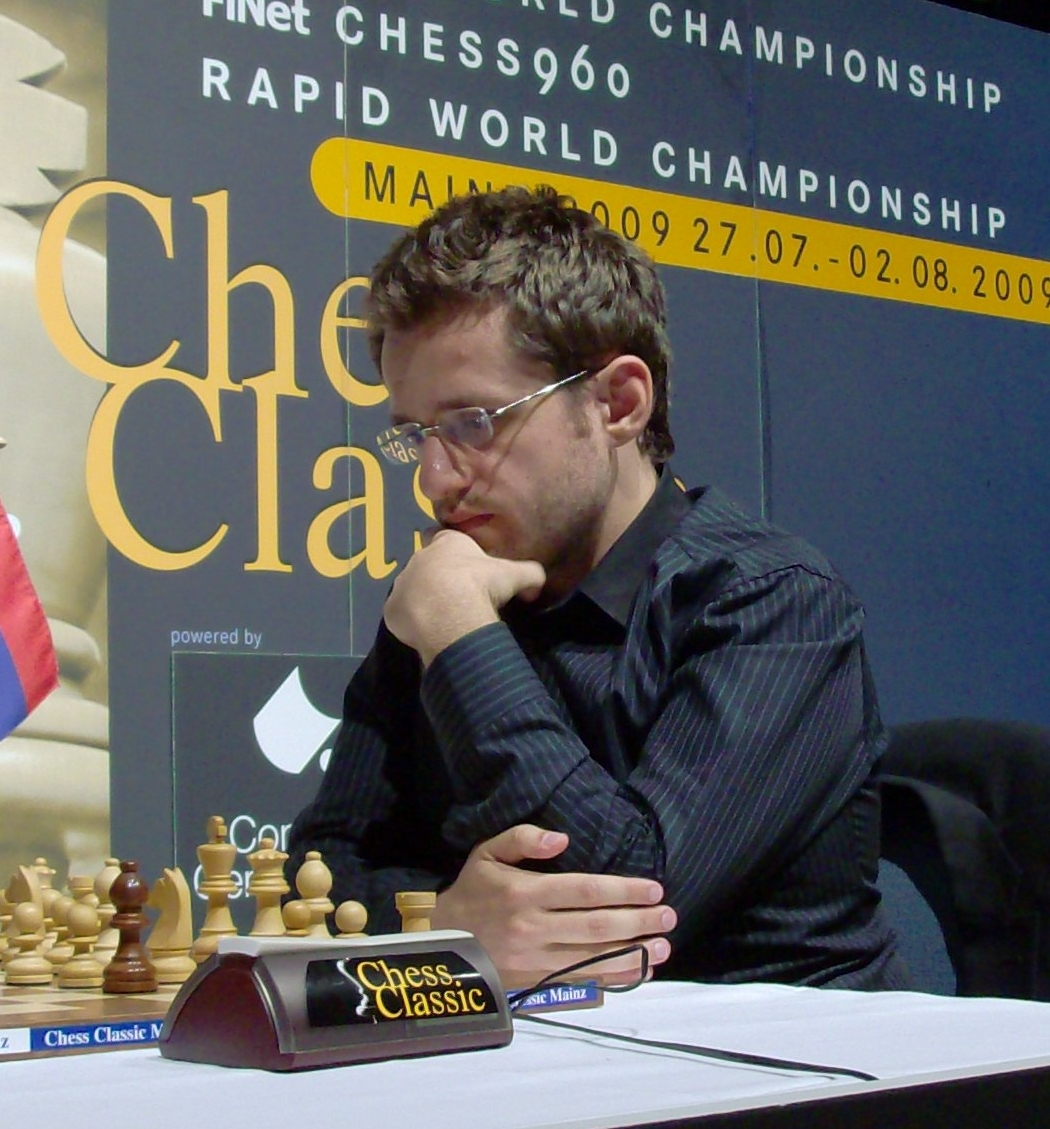
2009年マインツにて

2003年、アロニアンはマインツで開かれたFinet Chess960に優勝した。これにより、翌年のマインツでのChess960ワールドチャンピオンのピョートル・スヴィドレルに挑戦することになったが、アロニアンは4½–3½で負けた。 彼は2005年に再びFinet Chess960オープントーナメントで優勝し、2006年にスヴィドレルとの再戦を行い、今回は5-3で勝利し、Chess960世界チャンピオンになった。
2007年、彼はヴィスワナサン・アナンドを破り、Chess960世界チャンピオンのタイトルを保持することができた。しかし、2009年にヒカル・ナカムラにタイトルを奪われた。
2019年、AronianはChess960イベントThe Champions Showdown 9LXに参加した。 そこで、6局ラピッドゲームと14局のブリッツゲームのシリーズでヒカル・ナカムラと対戦した。 早い段階で7½–½としてリードを獲得したにもかかわらず、11½–14½に終わり、シリーズに敗北した。

## 棋風
ヴィスワナサン・アナンドはアロニアンを「非常に才能のある戦術家 」 と呼び、「彼は終盤でもいつもちょっとしたタクティクスで解決する手を探す」と述べた。2011年、 ボリス・ゲルファンドはアロニアンを「オープニングと、ミドルゲームの独創的なアイデアの両方に関して、最高の創造的な水準に達している最も印象的なプレーヤー」と表現しました。
2010年の会議で、 アレクセイ・シロフは次のように述べている。「アロニアンは、非常にアグレッシブなスタイルで最も成功したプレーヤーだ。 彼は非常にシャープなポジションで見せるめったにない直感力でここまでの成果をおさめている。」 2012年に、セルゲイ・カリャーキンは、アロニアンの棋風についてサッカーの比喩を持ち出し、アロニアンはリオネル・メッシに似たところがあるとした。
アロニアンは白番では主に1. d4を指す。アナンドによると、「アロニアンは1. d4でゲームを始めるが、これらのポジションをe4プレーヤーのように扱う。」 
アロニアンはマーシャルアタックのエキスパートである。。

## チェススクール
アロニアンは2012年、 ガブリエル・サルギシアンとともに、エレバンにチェススクールを設立した。10歳から18歳までの最も才能のあるチェスプレーヤーが学んでいる。

## 私生活
レヴォンの母親であるセダ・アロノバは、2013年11月22日に自身の息子についての本を出版し、彼女の幼年期と業績に関する彼女の思い出を語っている。
アロニアンはジャズファンである。 彼の好きなミュージシャンはジョン・コルトレーンであり、 お気に入りのクラシックの作曲家には、 バッハ 、 ブルックナー 、 マーラー 、 ショスタコービッチらがいる。
レボンは、2008年にオーストラリア人女性インターナショナルマスターの アリアンヌ・カオイリと交際を始めた。2人は2015年2月に婚約を発表し 、2017年9月30日にエレバンで結婚した。彼らは、最初にラス・パルマスでの1996年ワールドユースチェス選手権で会い、2006年に友人づきあいを始めた。インターナショナルマスターのアレックス・ウォールが、ベルリンで彼らを再び引き合わせたのである。2020年3月30日、アロニアンは妻が亡くなったことをTwitterアカウントで明らかにした。彼の妻は、亡くなる2週間前に自動車事故で重傷を負っていた。